# Сидорова, Ефросиния Сергеевна
Ефросиния Сергеевна Сидорова (16 февраля 1930, Ихр-Сирмы, Чувашская АССР — 30 июля 2018, Москва) — советская и российская фольклорист и педагог, кандидат филологических наук (1973).
Автор более 100 научных работ по проблемам фольклора и литературы.

## Биография
Родилась 16 февраля 1930 года в деревне Верхние Ирх-Сирмы Мариинско-Посадского района Чувашской АССР.
В 1950 году окончила Чувашский государственный учительский институт, в 1956 году — историко-филологический факультет Чувашского государственного педагогического института. Там же продолжила своё образование и в 1963 году окончила аспирантуру, защитив кандидатскую диссертацию на тему «Чувашская бытовая сказка».
Работала учительницей русского языка и литературы в Яншиховской семилетней школе Батыревского района Чувашской АССР. Затем жила и работала в Забайкальском крае, была преподавателем Читинского педагогического института (с 1962 года, ныне Забайкальский государственный гуманитарно-педагогический университет имени Н. Г. Чернышевского), научным сотрудником Забайкальского комплексного НИИ Сибирского отделения Академии наук СССР (1962—1963 годы). С 1963 по 1967 год — учительница русского языка и литературы средней школы № 93 города Минска.
Вернувшись на родину, Ефросиния Сергеевна работала старшим научным сотрудником и заведующим отделом литературы и фольклора НИИ языка, литературы, истории и экономики при Совете Министров Чувашской АССР (1967—1977), старшим преподавателем кафедры чувашской литературы Чувашского государственного университета (1977—1990), старшим научным сотрудником отдела литературы и фольклора Чувашского государственного института гуманитарных наук.
Умерла 30 июля 2018 года в Москве, похоронена в Чебоксарах. Была замужем П. А. Сидоровым.

## Награды
- Лауреат Государственной премии Чувашской Республики им. К. В. Иванова (1988),
- Заслуженный работник образования Чувашской Республики (1997)[1].